# Хааке, Томас
Томас Хааке (швед. Tomas Haake; род. 13 июля 1971) — шведский музыкант,  барабанщик метал-группы Meshuggah. Участвовал в записи всех студийных альбомов группы и написал большинство текстов к их песням.
Хааке получил широкое признание благодаря своим техническим способностям и активным использованием полиритмии. В 2012 году вебсайт MetalSucks поместил его на пятое место в списке «лучших барабанщиков „современного металла“». В июльском выпуске журнала Modern Drummer за 2008 год Хааке был назван барабанщиком номер один в категории «Метал» по результатам опроса читателей журнала. Он также был включен в список 100 величайших барабанщиков всех времён по версии журнала Rolling Stone (заняв 93-е место).

## Влияния
В качестве источников вдохновения Хааке упоминает музыкантов хеви-метала, джаз-фьюжна и прогрессивного рока. Он отмечал британские группы Iron Maiden и Black Sabbath, американские коллективы Metallica, Slayer, Megadeth, Anthrax, Testament и Metal Church и канадскую группы Rush. Его любимыми барабанщиками являются Фил Радд (AC/DC), Билл Уорд (Black Sabbath), Винни Апписи, Ларс Ульрих (Metallica), Дэйв Векл, Себастьян Томсон (Trans AM) , Шон Рейнерт (Cynic), Нил Пирт (Rush), Йен Мосли (Marillion), Терри Боззио (Missing Persons и Фрэнк Заппа) и Винни Колаюта.

## Личная жизнь
Хааке женат на актрисе Джессике Пиментел, с которой начал встречаться в 2013 году.

## Оборудование
- Установка – Sonor SQ2 Series
  - 14x14" Tom
  - 16x15" Floor Tom
  - 18x18" Floor Tom
  - 22x18" Bass Drum (2x)

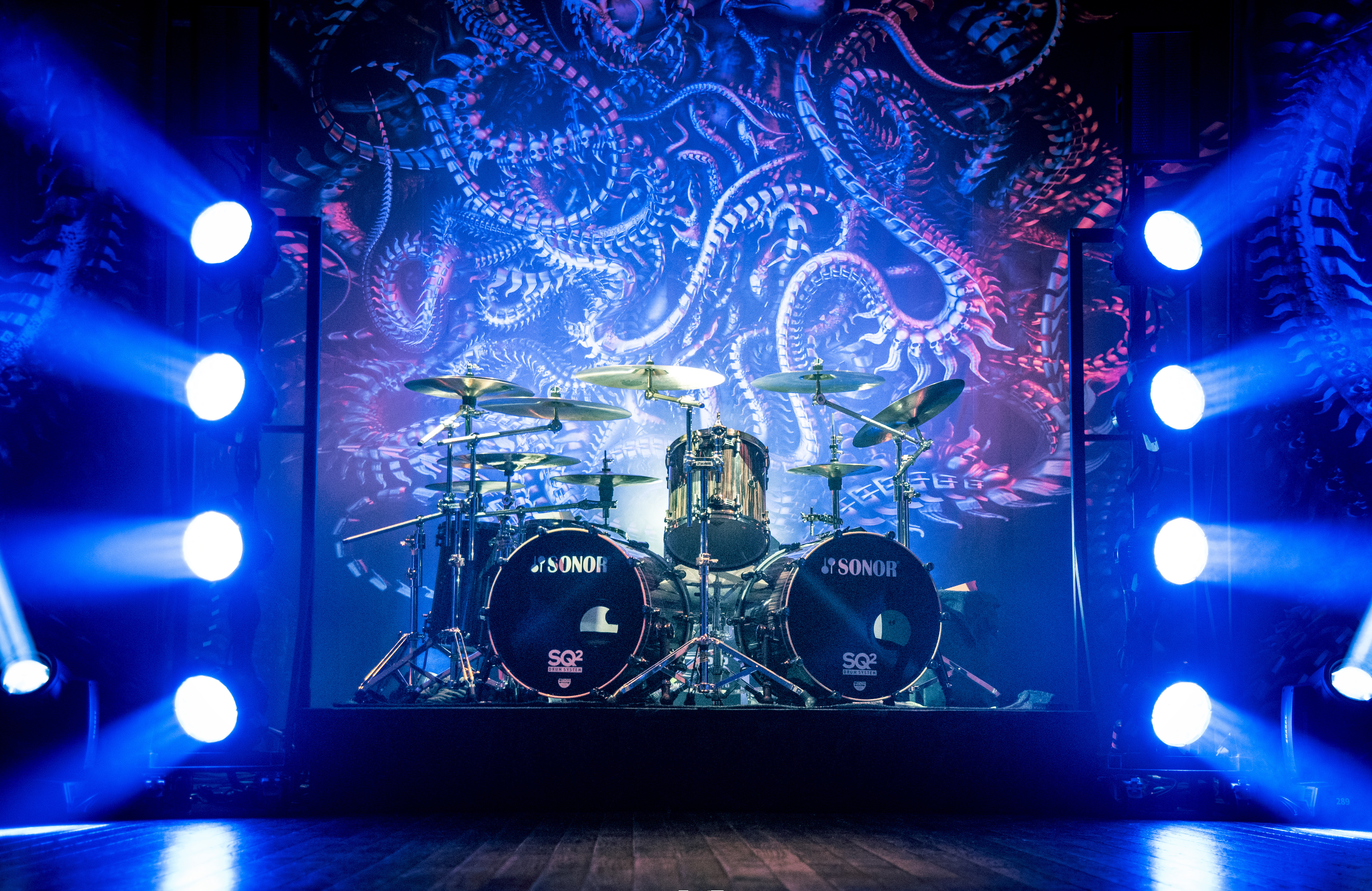
Установка Хааке в 2016 году

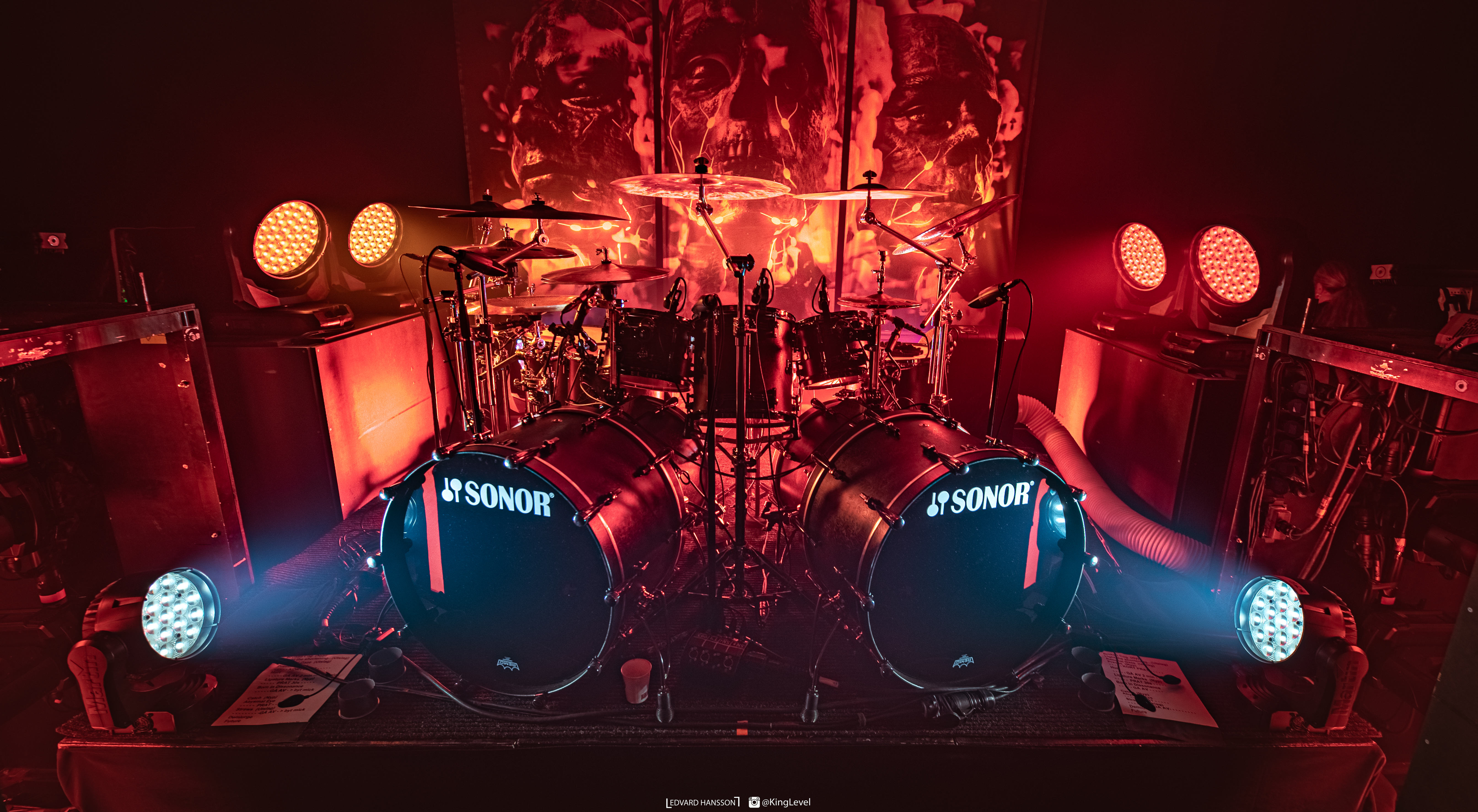
Установка Хааке в 2022 году

  - 14x6" Sonor Artists Bronze Series Snare with Tama Power Hoops

- Тарелки – Sabian
  - 14" HHX Compression Hi-Hats
  - 19" AAXtreme Chinese
  - 19" HHX Stage Crash
  - 21" HHX Stage Crash
  - 20" HHX Stage Crash
  - 19" Paragon Chinese/15" HH thin Crash (stacked)
  - 15" HHX Stage Hats
  - 22" Legacy Ride (as crash)
  - 21" AAXtreme Chinese

- Барабанные пластики – Remo
  - Toms: (12", 14", 15", 18") Coated Emperors, Ebony Ambassadors – bottom
  - Bass drums: (22") Powerstroke 3 Coated – batter, PowerStroke 3 Ebony – front
  - Snare: (14") Emperor X – top, Snare Side Hazy – bottom

- Барабанные аксессуары – Sonor, Pearl, Porter & Davies
  - Tama Speed Cobra single Pedal (2x)
  - Porter & Davies BC2 w/backrest

- Барабанные палочки – Wincent Tomas Haake Signature Drumsticks

## Дискография
Meshuggah
- Contradictions Collapse (1991)
- None (мини-альбом, 1994)
- Selfcaged (мини-альбом, 1995)
- Destroy Erase Improve (1995)
- The True Human Design (мини-альбом, 1997)
- Chaosphere (1998)
- Nothing (2002)
- I (мини-альбом, 2004)
- Catch Thirtythree (2005)
- obZen (2008)
- Koloss (2012)
- Pitch Black (мини-альбом, 2013)
- The Violent Sleep of Reason (2016)
- Immutable (2022)